# Saotis varicoxa
Saotis varicoxa là một loài tò vò trong họ Ichneumonidae.